# Distretto di Anjaw
Anjaw è un distretto dell'India, si trova nello stato dell'Arunachal Pradesh e ha come capoluogo Hawai.
Il distretto è stato costituito nel 2004 separando parte del distretto di Lohit.